# Psagot
Psagot (hebrejsky פְּסָגוֹת, doslova „Vrcholky“, v oficiálním přepisu do angličtiny Pesagot) je izraelská osada a vesnice typu společná osada (jišuv kehilati) na Západním břehu Jordánu, v distriktu Judea a Samaří a v Oblastní radě Mate Binjamin.

## Geografie
Nachází se v nadmořské výšce 860 metrů v jižní části Samařska, respektive v místech, kde Samařsko přechází v okolí Jeruzaléma do Judských hor. Psagot leží na okraji palestinského města Ramalláh, necelé 2 kilometry jihovýchodně od jeho centra, cca 13 kilometrů severně od historického jádra Jeruzalému a cca 47 kilometrů jihovýchodně od centra Tel Avivu.
Vesnice je na dopravní síť Západního břehu Jordánu napojena pomocí lokální silnice, která vede podél východní strany osady a vyhýbá se palestinským oblastem v aglomeraci Ramalláhu. Jde o izolovanou izraelskou osadu, situovanou sice na strategický pahorek, ale zcela obklopenou hustě osídleným pásem palestinských sídel. Územní kontinuita s dalšími izraelskými sídly je zajištěna pouze na jihovýchodě (lidnatá obec Kochav Ja'akov).

## Dějiny

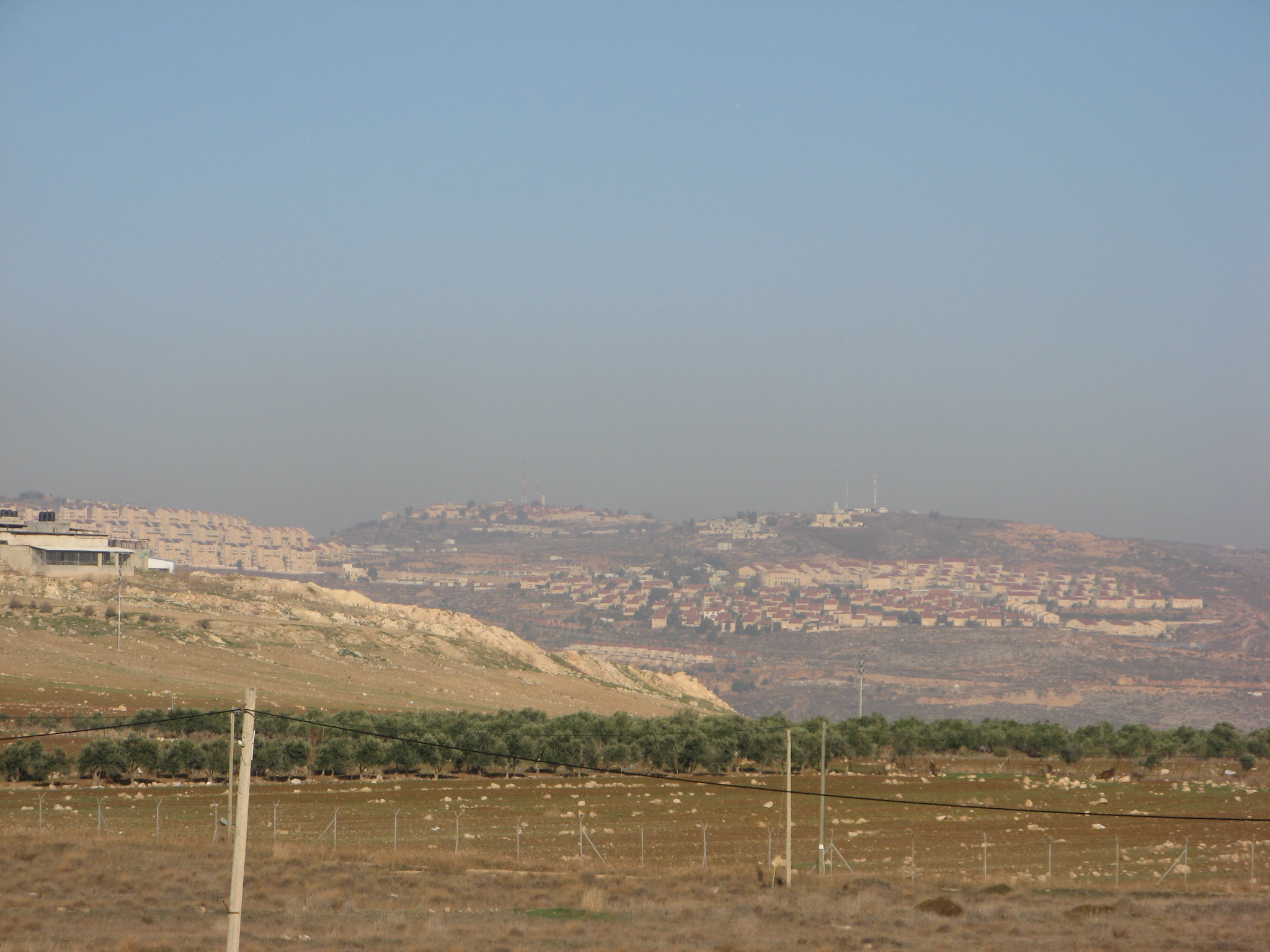
Pohled na Kochav Ja'akov od obce Geva Binjamin, v pozadí Psagot, prosinec 2007

Psagot byl založen roku 1981. Za vznikem osady stojí dvě skupiny aktivistů, jednak původem z Jeruzaléma, jednak z okruhu ješivy Kerem be-Javne. Pět rodin z jejich řad se usadilo na pahorku nazývaném arabsky Džebel Tawil (Jabal Tawwil). Proti tomu podala k soudu stížnost skupina Palestinců, kteří si nárokovali vlastnictví pozemků na tomto místě. Cesta k formálnímu založení oficiálního izraelského sídla se otevřela až po vyřešení těchto právních sporů. 26. července 1981 izraelská vláda souhlasila se založením osady Psagot v lokalitě Džebel Tawil. Do zhotovení podrobného územního plánu se na místě povolovalo provizorní usazení několika rodin. V tomu došlo v srpnu 1981. 6. prosince 1981 izraelská vláda vzala na vědomí, že na územním plánu se pracuje a že půjde o trvalé sídlo. Územní plán pak navrhoval pro tuto obec výhledovou kapacitu 242 bytových jednotek, které byly později téměř v úplné míře skutečně postaveny.
V osadě jsou k dispozici mateřské školy, základní náboženská škola, sídlí zde úřady Oblastní rady Mate Binjamin. V srpnu 2000 vyrostla poblíž osady izolovaná skupina domů nazvaná Giv'at Cha'aj. Podle vládní zprávy z doby okolo roku 2006 sestávala z 27 mobilních karavanů a žilo v ní 20 rodin. V databázi organizace Peace Now je tato skupina zástavby nazývána Micpe Cha'aj a uvádí se v ní cca 80 stálých obyvatel. Založena byla prý až v lednu 2001.
Počátkem 21. století nebyla obec zahrnuta do Izraelské bezpečnostní bariéry. Ta vyrostla jižně odtud, blíže k Jeruzalému. Budoucí existence osady závisí na parametrech případné mírové smlouvy mezi Izraelem a Palestinci.

## Demografie
Obyvatelstvo Psagot je v databázi rady Ješa popisováno jako nábožensky založené. Podle údajů z roku 2014 tvořili naprostou většinu obyvatel Židé (včetně statistické kategorie "ostatní", která zahrnuje nearabské obyvatele židovského původu ale bez formální příslušnosti k židovskému náboženství).
Jde o menší obec vesnického typu s dlouhodobě rostoucí populací. K 31. prosinci 2014 zde žilo 1904 lidí. Během roku 2014 registrovaná populace stoupla o 7,3 %.
| Rok            | 1983 | 1985 | 1986 | 1987 | 1988 | 1989 | 1990 | 1991 | 1992 | 1993 | 1994 | 1995 | 1996 | 1997 | 1998 | 1999  | 2000  |
| -------------- | ---- | ---- | ---- | ---- | ---- | ---- | ---- | ---- | ---- | ---- | ---- | ---- | ---- | ---- | ---- | ----- | ----- |
| Počet obyvatel | 209  | 322  | 343  | 411  | 444  | 506  | 536  | 673  | 727  | 751  | 778  | 864  | 867  | 910  | 994  | 1 030 | 1 090 |

| Rok            | 2001  | 2002  | 2003  | 2004  | 2005  | 2006  | 2007  | 2008  | 2009  | 2010  | 2011  | 2012  | 2013  | 2014  |
| -------------- | ----- | ----- | ----- | ----- | ----- | ----- | ----- | ----- | ----- | ----- | ----- | ----- | ----- | ----- |
| Počet obyvatel | 1 070 | 1 180 | 1 278 | 1 388 | 1 464 | 1 489 | 1 545 | 1 623 | 1 563 | 1 656 | 1 690 | 1 728 | 1 775 | 1 904 |